# Cuencas endorreicas Salar Atacama-Vertiente Pacífico
Cuencas endorreicas Salar Atacama-Vertiente Pacífico es el nombre dado al ítem 026 del inventario de cuencas de Chile por la Dirección General de Aguas al conjunto de cuencas endorreicas ubicadas entre la cuenca del salar de Atacama al este y varias cuencas exorreicas de la vertiente del Pacífico de la Región de Antofagasta de Chile al oeste.
A partir de los años 70 se ha ampliado el concepto de cuenca hasta entender, ya en los primeros años del siglo XXI, una cuenca hidrográfica en lo que respecta a su definición espacial y funcional, como la unidad geopolítica y socioeconómica más apropiada y racional para el desarrollo integrado de los recursos de tierras y aguas asociados a la vegetación y en conjunto con los usuarios de nivel local y regional.: 17 

El ítem 026. Sobre el paralelo 25° se ubica el salar Aguas calientes IV, al noroeste de la laguna de La Azufrera.

## Límites

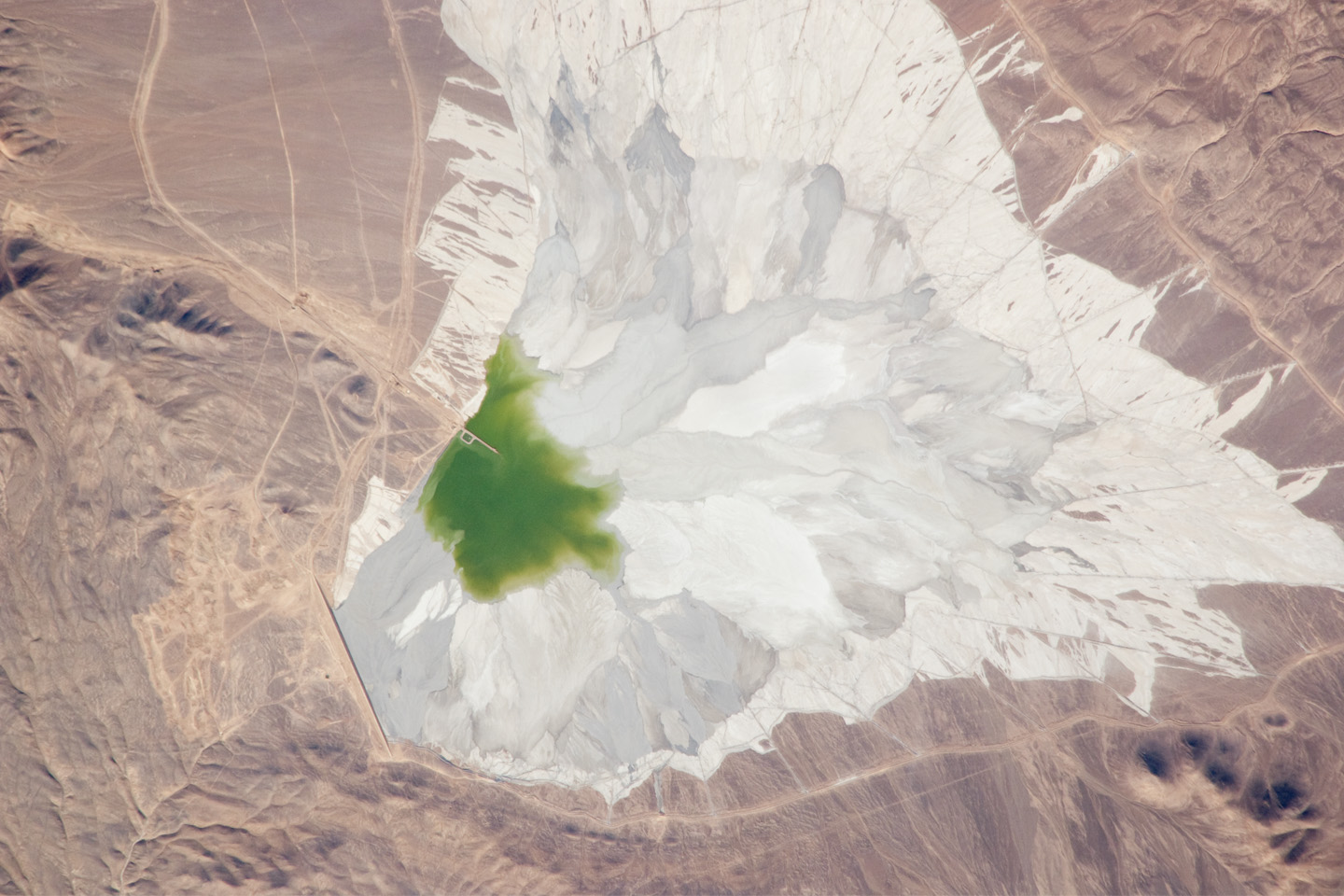
Tranque de relaves.

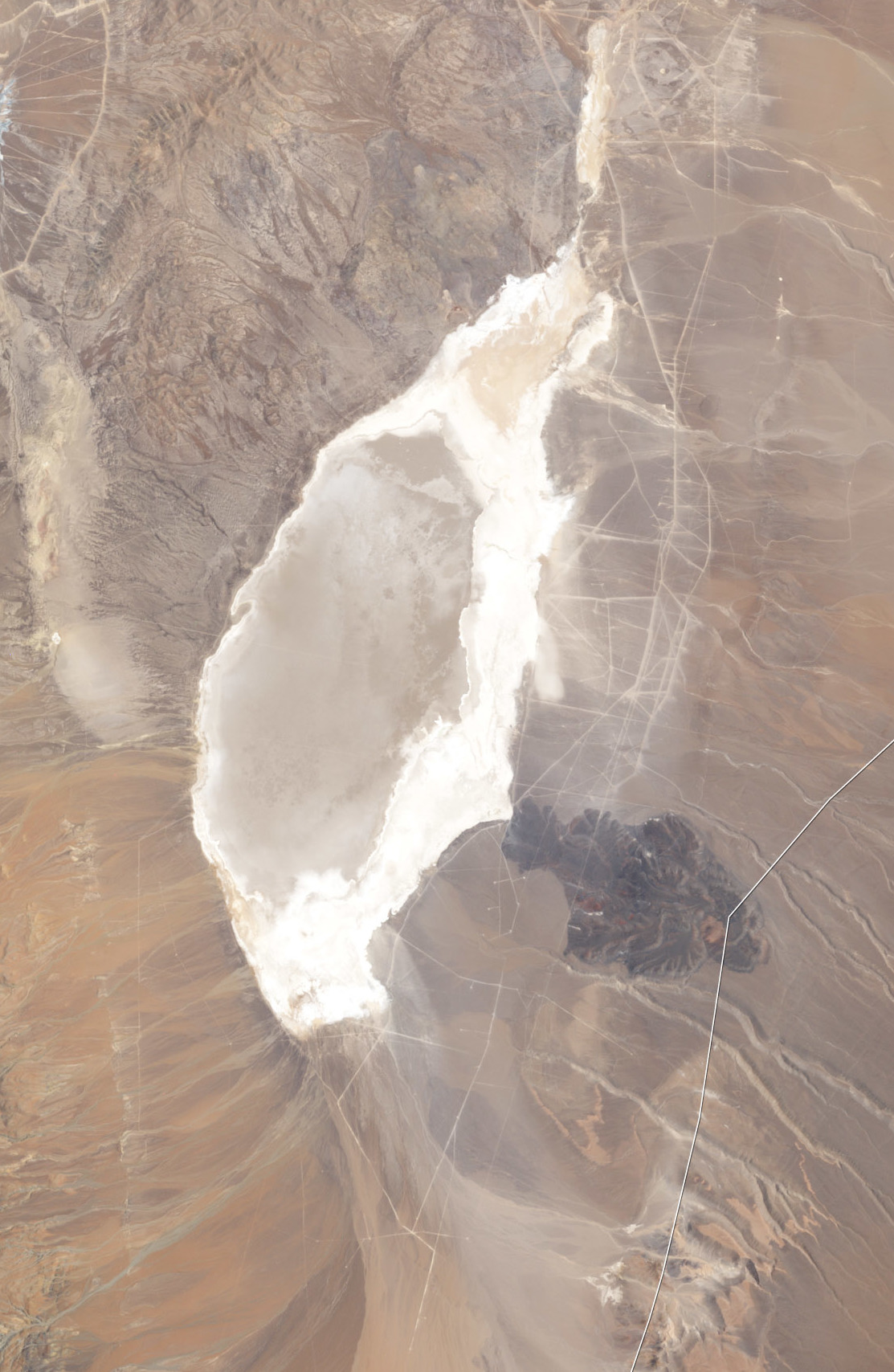
Parque nacional Llullaillaco en el Salar de Punta Negra.

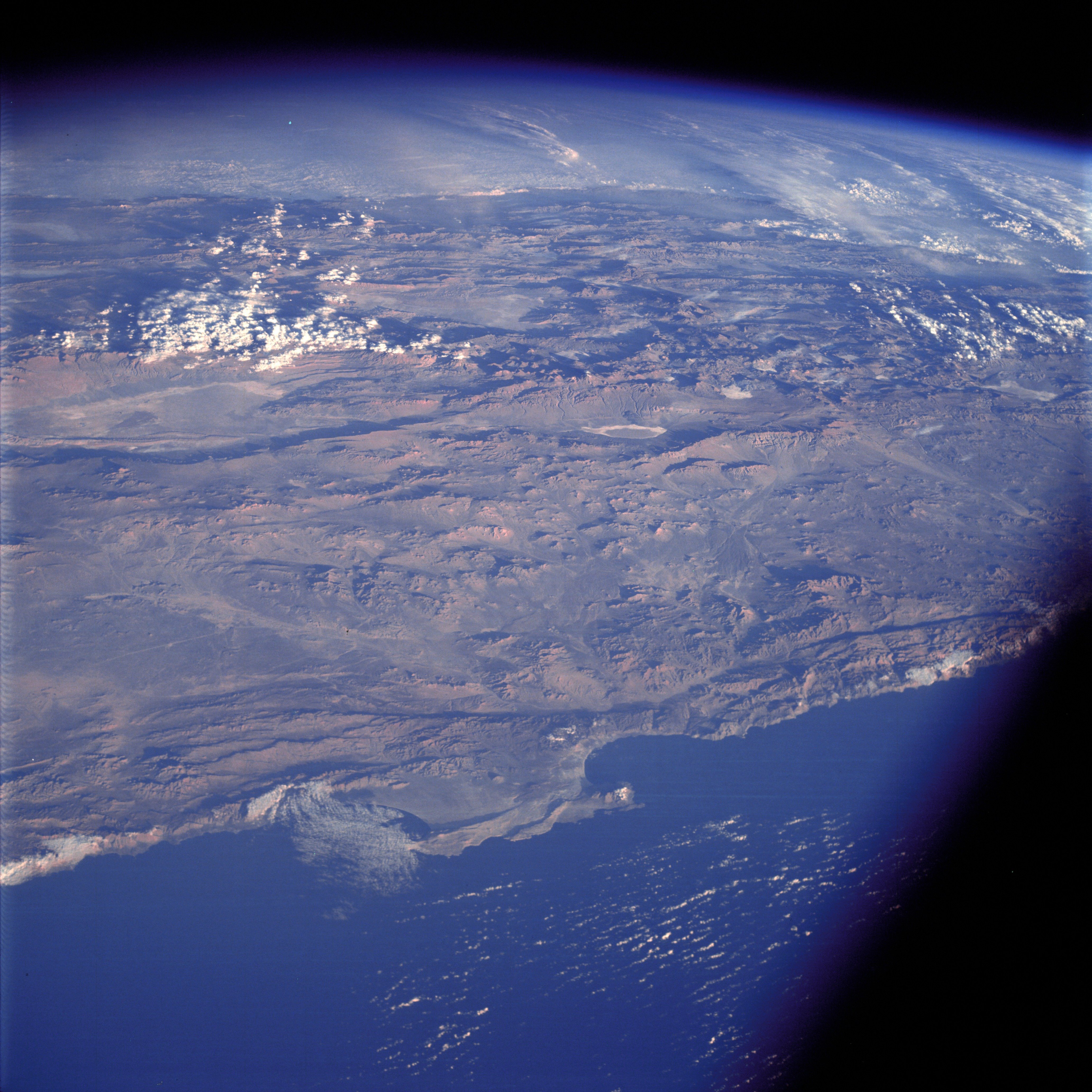
Foto satelital de la zona de Antofagasta.

Ei ítem 026 limita al norte con la cuenca de la quebrada de Caracoles y luego siguiendo el sentido de los punteros del reloj, hacia el este con la cuenca del salar de Atacama en Chile y con la cuenca del río Abaucán en Argentina, hacia el sur y solo con un corto trayecto, con las cuencas endorreicas entre fronterizas y salar de Atacama, hacia el oeste con las cuencas costeras entre quebrada La Negra y quebrada Pan de Azúcar  y finalmente con la cuenca Quebrada La Negra.

## Población
El ítem 026 se encuentra totalmente en la Región de Antofagasta, entre las comunas de Antofagasta con 30.696 km² ó 34% del área de la comuna y la de Sierra Gorda con 12.883 km² ó 19% del área de la comuna. Los poblados que son censados son Lomas Bayas, Minera Gabriela Mistral, de la comuna de Sierra Gorda; y las localidades rurales de Estación Zaldívar, Socompa y Escondida. En ellos viven un total de 7.465 personas. Todos estos poblados son entidades rurales categorizados como asentamientos mineros, con excepción del distrito 13 que es "otros".

## Subdivisiones
La Dirección General de Aguas subdivide o reúne las cuencas de Chile acorde a las necesidades de estudio y gestión. Existen dos inventarios que han logrado ser aceptados como principales, el inventario de cuencas del Banco Nacional de Aguas (BNA) de 1978, de mayor uso, y el inventario de cuencas del Departamento de Administración de Recursos Hídricos (DARH) de 2014 de mejor cartografía que ha obligado a redefinir algunos límites, a veces con cambios mayores, pero también por algunas redefiniciones del concepto de subcuenca.
Bajo el BNA el código del ítem es 026 y con el DARH es 0206.
La subdivisión del BNA es como sigue:
| Cuenca                                                          | Subcuenca | Subsubcuenca | Aguas                                            | Área drenaje km² | Observaciones                                          |
| --------------------------------------------------------------- | --------- | ------------ | ------------------------------------------------ | ---------------- | ------------------------------------------------------ |
| 026 Cuencas endorreicas Salar Atacama-Vertiente Pacífico (mapa) |           |              |                                                  |                  |                                                        |
| 026                                                             | 0260      | 02600        | Pampa Elvira                                     | 1320             | Ver Salar Elvira                                       |
| 026                                                             | 0261      | 02610        | Pampa Jardín                                     | 384              |                                                        |
| 026                                                             | 0262      | 02620        | Pampa Mariposa (Norte Cerro Mariposa)            | 1159             |                                                        |
| 026                                                             | 0263      | 02630        | Pampa Mariposa (Sur Cerro Mariposa)              | 1424             |                                                        |
| 026                                                             | 0264      | 02640        | Pampa Colorada*                                  | 770              | * Diferente a la pampa Colorada de la Puna de Atacama. |
| 026                                                             | 0265      | 02650        | Salar Punta Negra                                | 5231             |                                                        |
| 026                                                             | 0266      | 02660        | Pampa de Socompa                                 | 1205             |                                                        |
| 026                                                             | 0267      | 02670        | Salar de Aguas Calientes y Laguna de La Azufrera | 1060             |                                                        |
| 026                                                             | 0268      | 02680        | Salar de Pajonales                               | 1921             |                                                        |
| total:                                                          | 9         | 9            | Región: II (100%) / Tipo: Endorreica / Desemb.:  | 14474            |                                                        |

La disposición de cuencas en el inventario DARH es la siguiente:
| Código     | Nombre                               | Código en mapa                       | Tipología de cuenca                  | Vertiente de cuenca                  | Origen de cuenca                     | Temperatura media anual (C°)         | Temperatura máxima (C°)              | Temperatura mínima (C°)              | Precipitación anual (mm)             | Número de estaciones fluviométricas  | Número de estaciones pluviométricas  | Área (km²)                           |
| ---------- | ------------------------------------ | ------------------------------------ | ------------------------------------ | ------------------------------------ | ------------------------------------ | ------------------------------------ | ------------------------------------ | ------------------------------------ | ------------------------------------ | ------------------------------------ | ------------------------------------ | ------------------------------------ |
| 0206       | Cuencas Endorreicas Salar de Atacama | Cuencas Endorreicas Salar de Atacama | Cuencas Endorreicas Salar de Atacama | Cuencas Endorreicas Salar de Atacama | Cuencas Endorreicas Salar de Atacama | Cuencas Endorreicas Salar de Atacama | Cuencas Endorreicas Salar de Atacama | Cuencas Endorreicas Salar de Atacama | Cuencas Endorreicas Salar de Atacama | Cuencas Endorreicas Salar de Atacama | Cuencas Endorreicas Salar de Atacama | Cuencas Endorreicas Salar de Atacama |
| 020600     | Salar Elvira                         | 0                                    | Endorreica                           | NA                                   | Pluvial                              | 11.3                                 | 22.0                                 | -0.9                                 | 17.9                                 | 0                                    | 0                                    | 1264.4                               |
| 020601     | Salar Los Morros                     | 0                                    | Endorreica                           | NA                                   | Pluvial                              | 12.1                                 | 22.5                                 | 0.2                                  | 14.9                                 | 0                                    | 0                                    | 2514.0                               |
| 020602     | Salar de Imilac                      | 0                                    | Endorreica                           | NA                                   | Pluvial                              | 9.0                                  | 19.4                                 | -3.0                                 | 18.8                                 | 0                                    | 1                                    | 1180.9                               |
| 02060300   | Salar de Punta Negra                 | 3                                    | Endorreica                           | NA                                   | Pluvial                              | 8.9                                  | 18.9                                 | -2.6                                 | 17.4                                 | 0                                    | 0                                    | 3806.9                               |
| 0206030000 | Río Frío                             | 4                                    | Endorreica                           | NA                                   | Pluvial                              | 7.3                                  | 16.7                                 | -3.2                                 | 17.9                                 | 0                                    | 0                                    | 1129.9                               |
| 02060400   | Salar de Aguas Calientes             | 5                                    | Endorreica                           | NA                                   | Pluvial                              | 5.2                                  | 15.1                                 | -6.1                                 | 29.0                                 | 0                                    | 0                                    | 559.8                                |
| 0206040000 | Laguna de la Azufrera                | 6                                    | Endorreica                           | NA                                   | Pluvial                              | 3.3                                  | 13.3                                 | -8.1                                 | 38.9                                 | 0                                    | 0                                    | 213.6                                |
| 0206040001 | Fronteriza Salar Aguas Calientes     | 7                                    | Endorreica                           | NA                                   | Pluvial                              | 3.1                                  | 13.2                                 | -8.5                                 | 37.9                                 | 0                                    | 0                                    | 202.2                                |
| 020605     | Salar de Pajonales                   | 0                                    | Endorreica                           | NA                                   | Pluvial                              | 6.8                                  | 16.3                                 | -3.9                                 | 23.1                                 | 0                                    | 0                                    | 1965.4                               |

El plan estratégico de gestión hídrica del ítem, categoriza en 6 las subcuencas: salar Elvira, salar Los Morros, salar de Imilac, salar Punta Negra y afluentes, salar de Pajonales y salar de Aguas Calientes IV y afluentes.: 9–10  Nótese que el inventario de cuencas tiene 9 subcuencas.

## Hidrología

### Red hidrográfica
Los cuerpos de agua considerados en esta categoría son:

### Caudales y régimen
Las cuencas presentes en el ítem son todas endorreicas y reciben las aguas provenientes de las lluvias en los altos cerros que las rodean. En el caso de Elvira y Morros las precipitaciones son escasas y no son visibles escurrimientos ni cuerpos de agua superficiales permanentes. Imilac tiene aportes desde los cerros pero no se ven cuerpos de agua superficiales, los que si se ven en el salar de Punta Negra que son drenajes de las lluvias en la cordillera de Domeyko. Los salares Aguas Calientes IV y Pajonales también reciben aportes de los cerros colindantes.: 17 

### Humedales
No existe aún un estudio acabado de los humedales de la zona. Sin embargo, se estima en cerca de 520 km² el área cubierta por humedales: salar Elvira 21,1 km²; salar Morros 57,49 km²; salar Imilac 60,37 km²; salar Punta Negra 254,81 km². El salar de Aguas Calientes IV mismo posee 22,92 km², su laguna de La Azufrera 8,32 km² y sus lagunillas de San Eulogio 0,16 km² de humedales. El salar de Pajonales tiene un área de 96,03 km² y su laguna 1,86 km² cubiertos por humedales.: 42 

### Glaciares
Según el inventario público de glaciares del año 2014 se ubican total de siete glaciares en la cuenca, representando un volumen total equivalente de agua de 16 hm³.: 53 

### Desaladoras
La planta Coloso en Antofagasta es una desaladora que entrega 525 l/s a la minería del cobre de la Región de Antofagasta: 27  que ha sido expandida por otra planta para 2500 l/s, de la misma empresa. El sistema tiene dos tuberías de 42” para el transporte del agua a 3.200 msnm, cuatro estaciones de bombeo de alta presión, un reservorio en el área de la mina e infraestructura eléctrica de alta tensión para alimentar el sistema.

## Clima

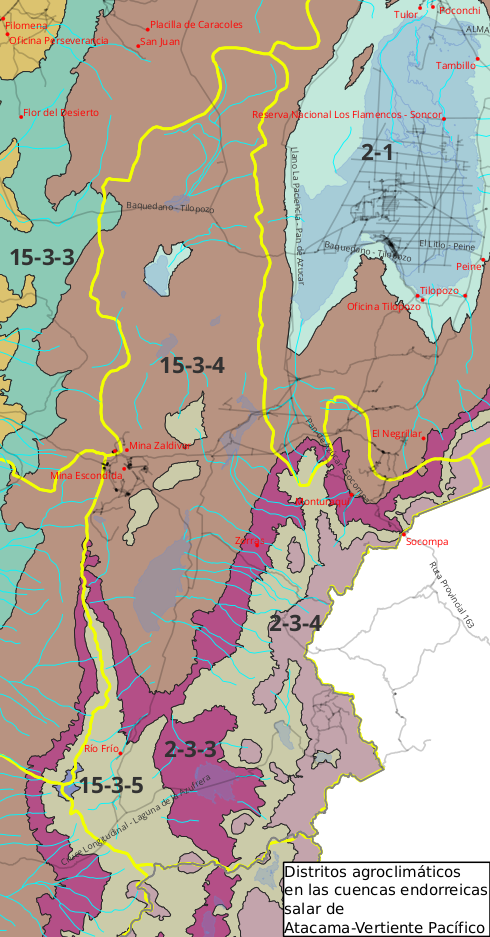
Distritos agroclimáticos en las cuencas endorreicas entre el salar de Atacama y la vertiente del Pacífico. En amarillo los límites de los ítems en el inventario, en gris los caminos y en rojo algunas localidades.

El Atlas agroclimático de Chile distingue 5 distritos agroclimáticos en la cuenca:
- 15-3-3  Desierto interior y régimen de humedad xérico (BWXe). La temperatura oscila entre un máximo de enero de 26,5 °C y un mínimo de julio de 3,4 °C. Tiene un promedio de 186 días consecutivos libres de heladas. En el año se registra un promedio de 25 heladas. El periodo de temperaturas favorables a la actividad vegetativa dura 12 meses. Registra anualmente 1.769 días grado y 588 horas de frío acumuladas hasta el 31 de Julio. La precipitación media anual es de 4 mm y un periodo seco de 12 meses, con un déficit hídrico de 2.155 mm/año. El período húmedo dura 0 meses durante los cuales se produce un excedente hídrico de 0 mm.
- 15-3-4  Desierto de altura y régimen de humedad xérico (BWHXe). La temperatura oscila entre un máximo de enero de 20 °C y un mínimo de julio de -0,1 °C. Tiene un promedio de 0 días consecutivos libres de heladas. En el año se registra un promedio de 157 heladas. El periodo de temperaturas favorables a la actividad vegetativa dura 5 meses. Registra anualmente 700 días grado y 1.311 horas de frío acumuladas hasta el 31 de Julio. La precipitación media anual es de 38 mm y un periodo seco de 12 meses, con un déficit hídrico de 2.058 mm/año. El período húmedo dura 0 meses durante los cuales se produce un excedente hídrico de 0 mm.
- 15-3-5  Estepa de altura fría con régimen de humedad xérico (BSkXe). La temperatura oscila entre un máximo de enero de 11,4 °C y un mínimo de julio de -7 °C. Tiene un promedio de 0 días consecutivos libres de heladas. En el año se registra un promedio de 360 heladas. El periodo de temperaturas favorables a la actividad vegetativa dura 0 meses. Registra anualmente 81 días grado y 1.889 horas de frío acumuladas hasta el 31 de Julio. La precipitación media anual es de 108 mm y un periodo seco de 12 meses, con un déficit hídrico de 1.559 mm/año. El período húmedo dura 0 meses durante los cuales se produce un excedente hídrico de 0 mm.
- 2-3-3  Estepa de altura fría con régimen de humedad xérico (BSkXe). La temperatura oscila entre un máximo de enero de 15,4 °C y un mínimo de julio de -4 °C. Tiene un promedio de 0 días consecutivos libres de heladas. En el año se registra un promedio de 321 heladas. El período de temperaturas favorables a la actividad vegetativa dura 0 meses. Registra anualmente 211 días grado y 1.909 horas de frío acumuladas hasta el 31 de Julio. La precipitación media anual es de 61 mm y un período seco de 12 meses, con un déficit hídrico de 1.798 mm/año. El período húmedo dura 0 meses durante los cuales se produce un excedente hídrico de 0 mm.
- 2-3-4  Estepa de altura fría con régimen de humedad xérico (BSkXe). La temperatura oscila entre un máximo de enero de 11,8 °C y un mínimo de julio de -10,3 °C. Tiene un promedio de 0 días consecutivos libres de heladas. En el año se registra un promedio de 365 heladas. El período de temperaturas favorables a la actividad vegetativa dura 0 meses. Registra anualmente 61 días grado y 1.800 horas de frío acumuladas hasta el 31 de Julio. La precipitación media anual es de 119 mm y un período seco de 12 meses, con un déficit hídrico de 1.511 mm/año. El período húmedo dura 0 meses durante los cuales se produce un excedente hídrico de 0 mm.

## Zonas protegidas
El medioambiente de la Región de Antofagasta está sometido a tensiones debido a la extrema aridez y al creciente consumo de agua por parte de las actividades económicas de la zona.: 34 
Las zonas protegidas dentro de las cuencas en cuestión son:: 52 
- Parque nacional Llullaillaco
- Sitio ramsar salar de Aguas Calientes IV
- Sitio prioritario salar de Aguas Calientes IV
- Sitio prioritario salar de Punta Negra

## Actividades económicas
En el ítem se encuentran la mina Gabriela Mistral de CODELCO, la mina La Escondida y la mina Záldivar (de Barrick Gold). Fuera del ítem se encuentra una explotación de SOQUIMICH. Estas cuatro mineras tienen derechos de aprovechamiento de aguas en el ítem.: 21 
La mina Escondida para satisfacer las necesidades de la producción de cobre, debe traer agua desalinizada desde el puerto Coloso, agua de cuatro pozos cercanos al salar Punta Negra, agua que escurre de la excavación minera y el agua clara que se recupera del escurrimiento del tranque de relave Laguna Seca.

Esquema del funcionamiento de la mina Escondida.

Las atracciones turísticas en las cuencas no son explotadas.: 22 
El Ferrocarril Antofagasta-Salta atraviesa las cuencas pasando inmediatamente al sur de la quebrada de Salin.